# Veenzwemmertje
Het veenzwemmertje (Cymatia bonsdorffii) is een wants uit de familie van de Corixidae (Duikerwantsen). De soort werd het eerst wetenschappelijk beschreven door Carl Reinhold Sahlberg in 1819.

## Uiterlijk
De zwartbruine duikerwants heeft meestal geen volledige vleugels (brachypteer), soms langvleugelig (macropteer) en kan 5.5 tot 6.5 mm lang worden. Het halsschild is, net als de voorvleugels, zwartbruin heeft aan de zijkant ronde hoeken en is twee keer zo breed als dat het lang is. Het halsschild heeft alleen direct na de vervelling lichte dwarslijnen die als na korte tijd niet meer zichtbaar zijn. Er lopen alleen lichte, onderbroken dwarsstreepjes op het driehoekige binnenstuk bovenaan de voorvleugels, (de clavus) en het middenstuk van de voorvleugels (het corium). Op het corium zijn ze onderbroken en gespleten en vormen ze twee lichte banden over de lengte. Tussen het verharde en het vliezige, doorzichtige deel van de vleugels bevindt zich een gele lijn. De onderkant is net als de kop en de pootjes geelbruin.

## Leefwijze
De soort komt de winter door als volwassen wants. Er is één enkele generatie in het jaar. Het zijn goede zwemmers die jagen op kleine waterdiertjes en ze kunnen ook goed vliegen. Ze geven de voorkeur aan voedselarme vennen en komen bijvoorbeeld ook voor in zandwinplassen.

## Leefgebied
In Nederland is de soort vrij zeldzaam en ze komen voor in heel noordelijk Europa, zelf boven de poolcirkel en niet in Zuid-Europa).